# Kawm Ḥamādah
Kawm Ḥamādah es un distrito de la gobernación de Behera, Egipto. 

## Demografía
En julio de 2017 tenía una población estimada de 496 752 habitantes.

## Ubicación
Se encuentra ubicado al norte del país, cerca de la costa del mar Mediterráneo y a poca distancia al oeste de El Cairo.